# HAT-P-35
HAT-P-35, TOI-489 — двойная звезда в созвездии Гидры на расстоянии около 1715 световых лет (около 526 парсек) от Солнца. Видимая звёздная величина звезды — +12,46m. Возраст звезды определён как около 2 млрд лет.
Вокруг звезды обращается, как минимум, одна планета.

## Наименование
HAT-P-35 была открыта с помощью орбитальной обсерватории Hipparcos в ходе проекта Tycho. Официальное открытие звезды было совершено 1997 году в рамках публикации каталога Tycho. Наименование звезды в этом каталоге — TYC 203-1079-1. В настоящий момент более распространено наименование HAT-P-35, данное командой исследователей из проекта HATNet.

## Характеристики
Первый компонент — жёлто-белая звезда спектрального класса G0, или F. Масса — около 1,236 солнечной, радиус — около 1,3 солнечного, светимость — около 2,366 солнечной. Эффективная температура — около 6002 K.
Второй компонент — красный карлик спектрального класса M. Эффективная температура — около 3730 K. Удалён на 0,943 угловой секунды (в среднем около 477 а.е.).

## Планетная система
В 2012 году группой астрономов, работающих в рамках проекта HATNet, было объявлено об открытии планеты HAT-P-35 b. Это типичный горячий юпитер, обращающийся на расстоянии 0,04 а.е. от родительской звезды. Масса и радиус планеты равны 1,05 и 1,33 юпитерианской соответственно. Эффективная температура оценивается в 1581 Кельвинов. Открытие было совершено транзитным методом.